# Tall Abyad
Tall Abyad ou Tell Abyad (arabe : تَلّ أَبْيَض, kurde: Girê Sipî; traduction: "Colline Blanche") est une ville du Nord de la Syrie, faisant partie du gouvernorat de Raqqa, à la frontière turque. Elle avait une population de 12 490 habitants avant la guerre civile syrienne, formée d'Arabes, de Kurdes (35 %) et de minorités chrétiennes (arménienne et assyrienne).
Le 13 octobre 2019 la ville est prise par la Turquie durant l'opération Source de paix à la Syrie.

## Géographie
La ville est un important poste-frontière sur la rivière Belikh, situé face à la ville turque d'Akçakale.
Le district de Tall Abyad (en) comptait 120 000 habitants en 2011 avant la guerre civile syrienne ; on estime qu'il y avait environ 70 % d'Arabes, 25 % de Kurdes syriens (en) et 5 % de Turkmènes syriens, plus quelques Arméniens. Les principales tribus arabes sont les Baggara dans la ville et ses faubourgs, les Jays sur les périphéries ouest (sous-tribu Jamilah), sud (sous-tribu Bou Assaf) et dans une partie du sud-est du district, les Hannada immédiatement au sud de la ville, les Naim (dont la sous-tribu Al-Jilat) à l'est le long de la frontière turque et les 'Anniza au sud-est. Les Kurdes n'ont pas ou peu d'organisation tribale, contrairement aux Arabes.

## Histoire
Pendant la guerre civile syrienne, Tall Abyad est prise par l'Armée syrienne libre le 15 septembre 2012. La ville est ensuite conquise par l'État islamique en Irak et au Levant le 12 janvier 2014 après des combats contre les rebelles. Après sa victoire, l'EIIL exécute 70 à 100 prisonniers du Front al-Nosra et d'Ahrar al-Cham,,. La ville devient alors un important point de passage emprunté par les militants djihadistes pour pénétrer en Syrie.
Fin mai 2015, les YPG et les rebelles lancent une offensive et atteignent la ville le 14 juin 2015, en en chassant les forces de l'État islamique,,. Cependant, plusieurs mois après, 30 % de la population reste acquis à sa cause. 
Le 13 octobre 2019, lors de l'opération Source de paix, Tall Abyad est prise aux Forces démocratiques syriennes par l'armée turque et les rebelles de l'Armée nationale syrienne.
Le 30 avril 2023, trois policiers (deux turcs et un syrien) sont accidentellement tués et onze autres (sept turcs et quatre syriens) blessés dans une opération de recherche et de destruction d'explosifs supposés appartenir au PKK à Tall Abyad. 